# Cathédrale Sainte-Marie-de-l'Immaculée-Conception de Peoria
La cathédrale Sainte-Marie-de-l'Immaculée-Conception de Peoria (cathedral of Saint Mary of the Immaculate Conception), communément appelée cathédrale Sainte-Marie (St. Mary's cathedral) est la cathédrale du diocèse de Peoria, aux États-Unis, suffragant de l'archidiocèse de Chicago dans l'Illinois. Elle est placée sous le vocable de l'Immaculée Conception de la Bienheureuse Vierge Marie. Elle est inscrite en 1983 à la liste du Registre national des lieux historiques.

## Description
L'édifice néo-gothique sans transept mesure 52 mètres de longueur pour 24 mètres de largeur. Ses flèches jumelles en façade s'élèvent à 70 mètres. La façade est ornée d'une grande rosace. L'extérieur est composé de pierre calcaire dolomitique de l'Iowa, le calcaire d'Anamosa.

## Histoire

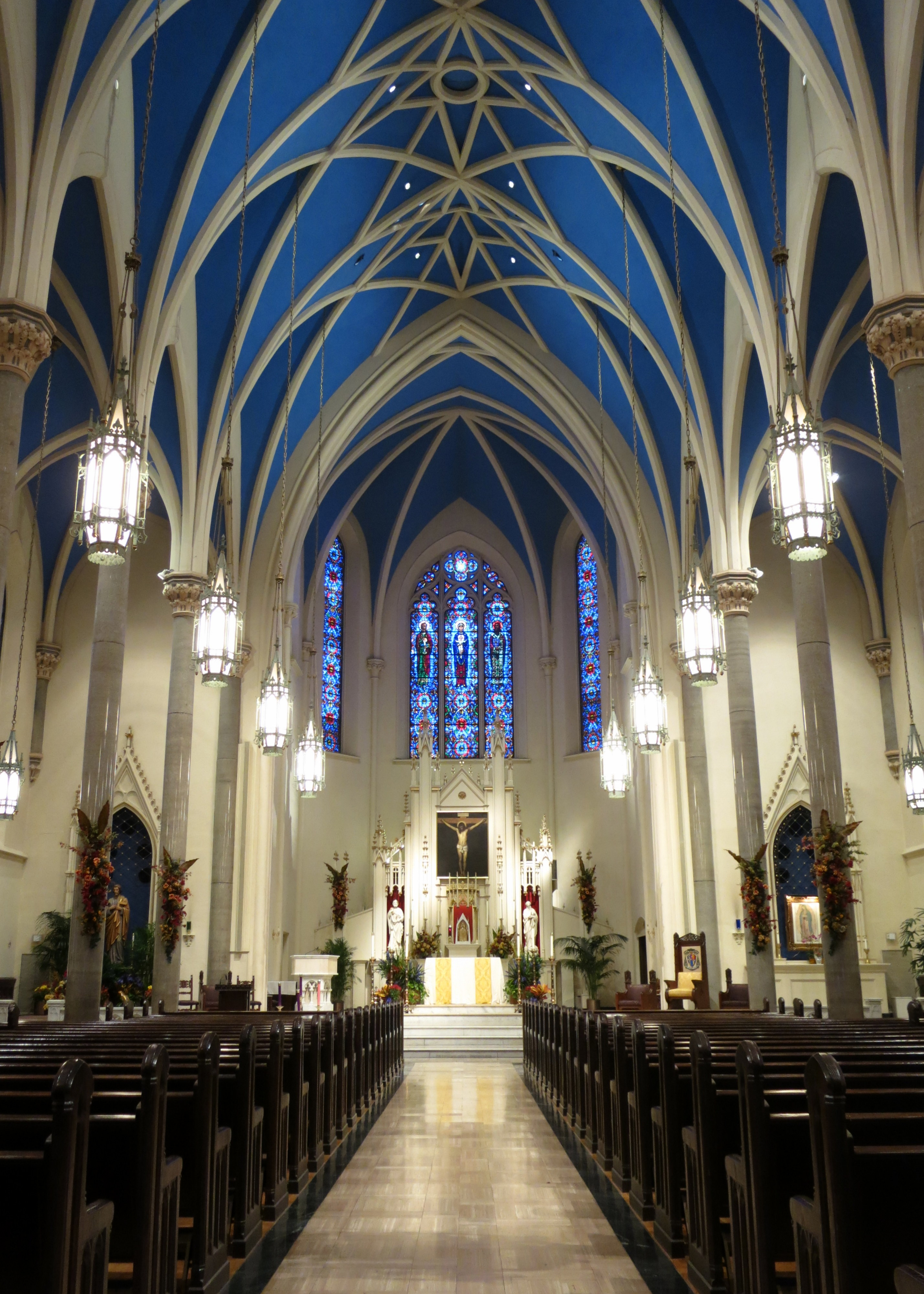
Nef de la cathédrale.

La première messe célébrée dans les environs de Peoria l'a été à la fin du XVIIe siècle à Fort Crèvecœur,  de l'autre côté de la rivière Illinois. Trois récollets stationnaient alors dans le fort : les PP. Gabriel Ribourde, Zénobe Membré et Louis Hennepin. Le premier à célébrer à Peoria est le P. Reho en 1839, puis l'abbé John A. Drew fonde l'église Sainte-Marie en 1846. L'église qui deviendra en 1875 la première cathédrale Sainte-Marie est construite en 1851,.
C'est un architecte de Chicago, Casper Mehler, qui dessine les plans de la cathédrale actuelle en s'inspirant de la cathédrale Saint-Patrick de New York. La première pierre est posée le 28 juin 1885 par l'évêque du diocèse, Mgr Martin John Spalding, et l'édifice est terminé en 1889. La peinture de la Crucifixion du retable date de 1873 ; c'est l'œuvre d'un peintre espagnol du nom d'Yzquierda. Ce tableau avait été acheté auparavant par Mgr Spalding et se trouvait dans l'ancienne cathédrale. Une partie de la tour sud et une cloche sont tout ce qu'il reste de cette ancienne cathédrale. L'orgue actuel est de la maison Wicks Organ Company (opus 1503) et a été installé en 1936. Il possède 3 329 tuyaux.
Mère Teresa (canonisée en 2016) a visité la cathédrale Sainte-Marie au cours d'une messe en 1995.
L'édifice a connu une restauration majeure de 2014 à 2016.

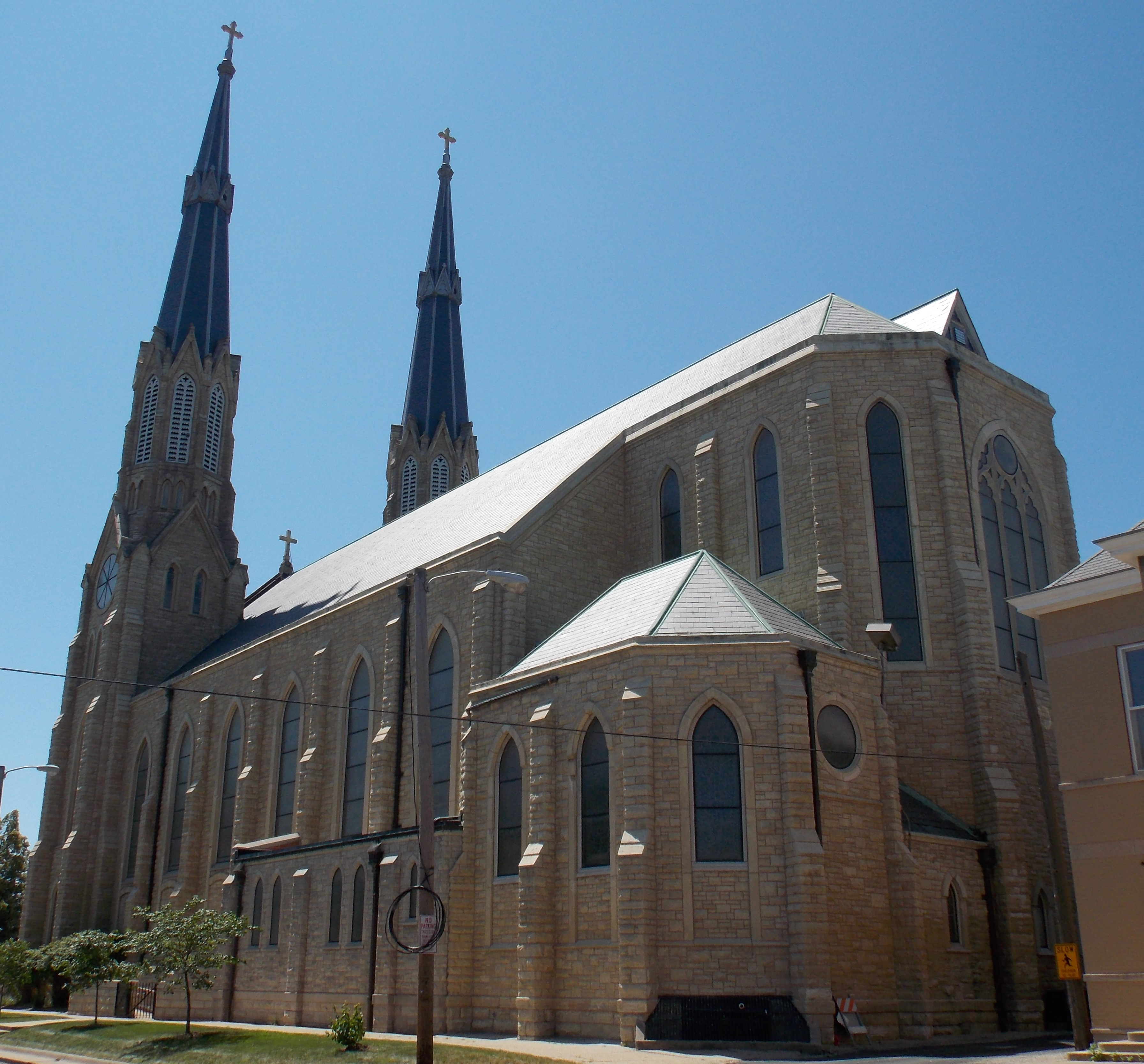
Vue de l'abside
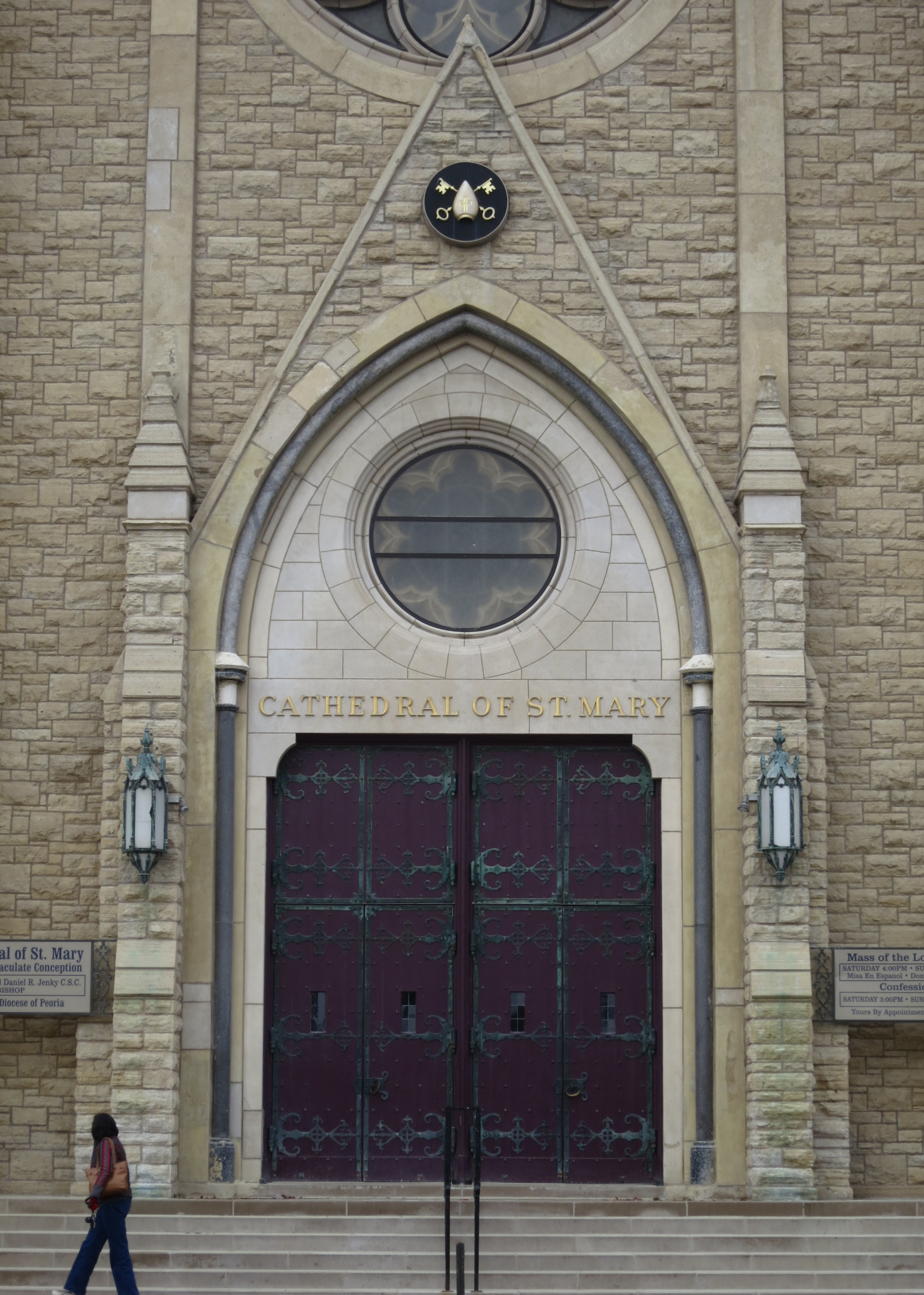
Porche
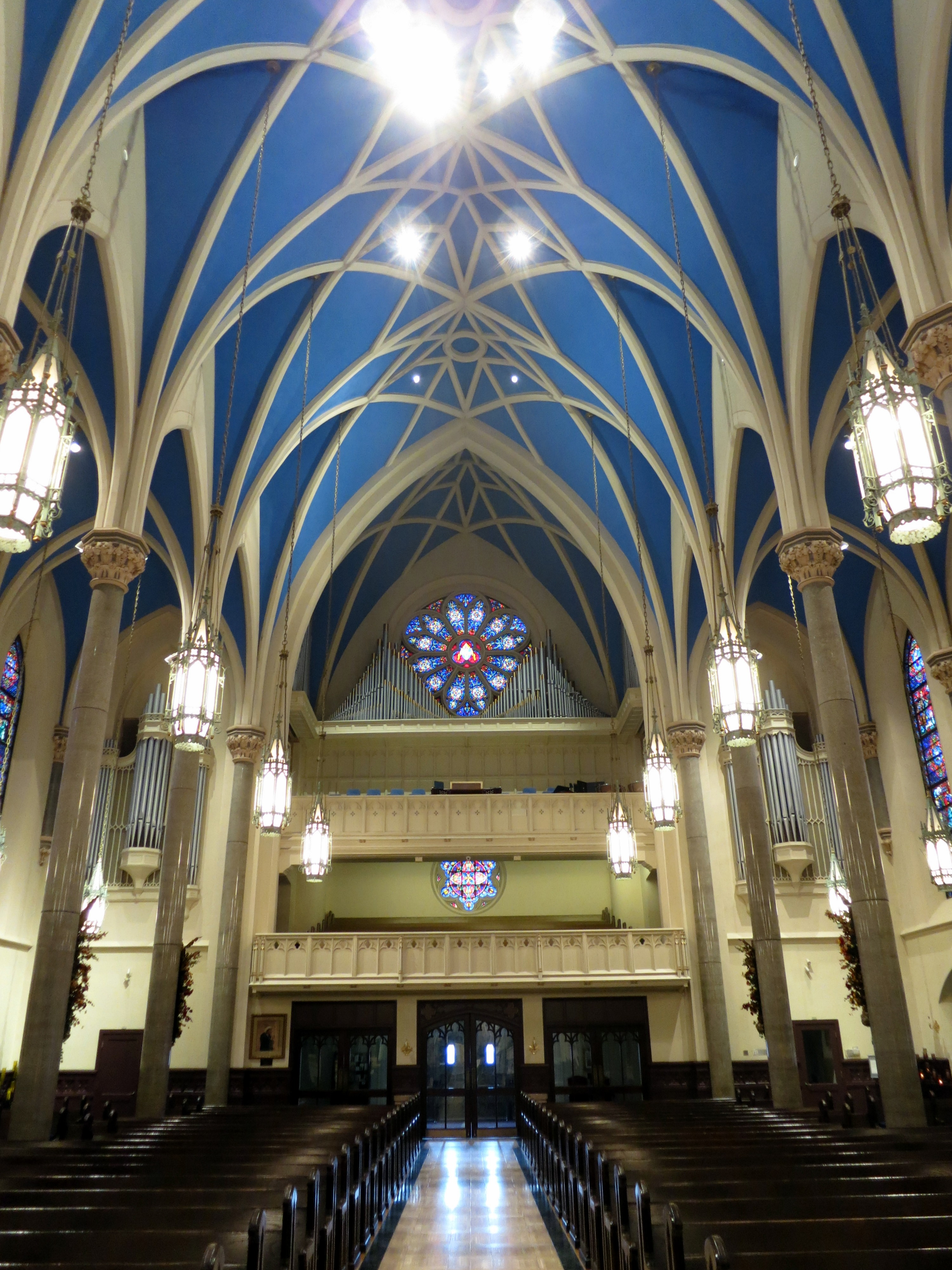
Côté tribune
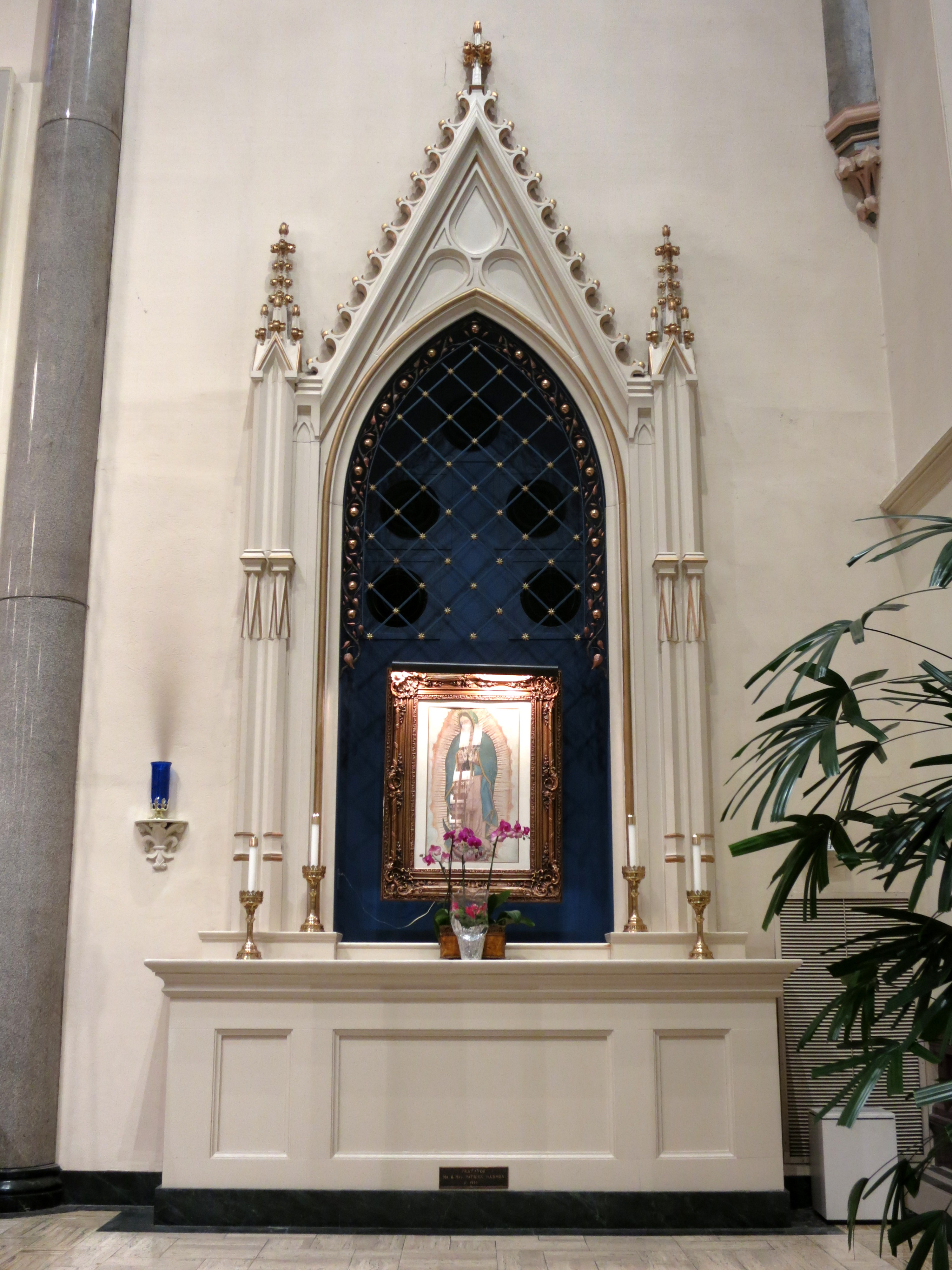
Autel de Notre-Dame de Guadalupe

### Articles liés
- Diocèse de Peoria
- Liste des cathédrales des États-Unis